# Gámán Zsigmond
nagykállovai és benczenczi Gámán Zsigmond (Kolozsvár, 1829. március 2. – Kolozsvár, 1907. szeptember 1.) királyi tanácsos, a Ferenc József-rend lovagja, a kolozsvári kereskedelmi és iparkamara nyugalmazott titkára, Kolozsvár sz. királyi város törvényhatóságának 33 éven át választott tagja, a kolozsvári kereskedelmi akadémia és az állami fa- és fémipari szakiskola felügyelő bizottságainak elnöke, 1848/49. évi honvéd-hadnagy, a Kolozsvári Takarékpénztár és Hitelbank nyugalmazott főtitkára, a kolozsvéri Iparosegylet örökös tiszteletbeli tagja.
Közgazdasági szakíró, műfordító, újságíró, lapszerkesztő.

## Életpályája
Iskoláit szülővárosában végezte el. 1849-ben beállt a hadseregbe; Kemény Farkas ezredes segédtisztje lett. A zsibói fegyverletétel után Aradon tartózkodott; azután besorozták az osztrák katonának. 1850. májusig közlegényként Olaszországban szolgált. Rövid idő múlva leszerelték, hazatért Kolozsvárra. 1851-ben a kereskedelmi és iparkamara jegyzője, 1855-től titkára volt. 1857-ben a Kamara megbízásából megrendezte az első erdélyi iparkiállítást Kolozsváron. 1863-ban megindította és szerkesztette az Erdélyi Posta, majd az Unió című politikai és közgazdasági lapot.

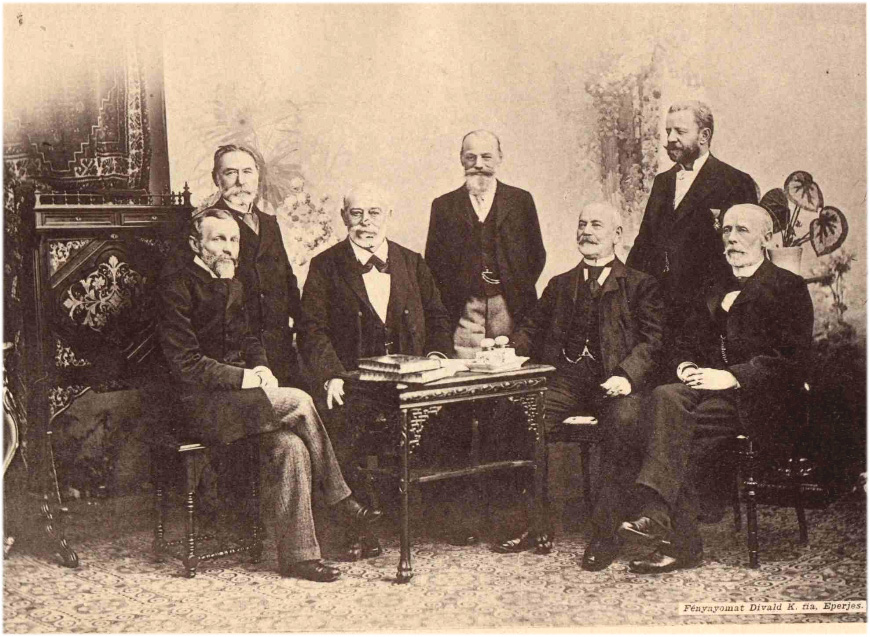
A Kolozsvári Kereskedelmi Akadémia felügyelő bizottsága

Az Erdélyi Vasút egyik szószólója volt. Cikkeit az erdélyi napilapok és folyóiratok közölték. Szerkesztője volt a kolozsvári Heti Lapnak és a Hivatalos Értesítőnek. Németből és franciából több színdarabot fordított magyarra.

## Családja
Felesége, Szabó Josephine (1838–1908) volt. Két fiuk született: József és Béla.

## Művei
- Helység-névtár (Kolozsvár, 1861)